# Scott Ferris

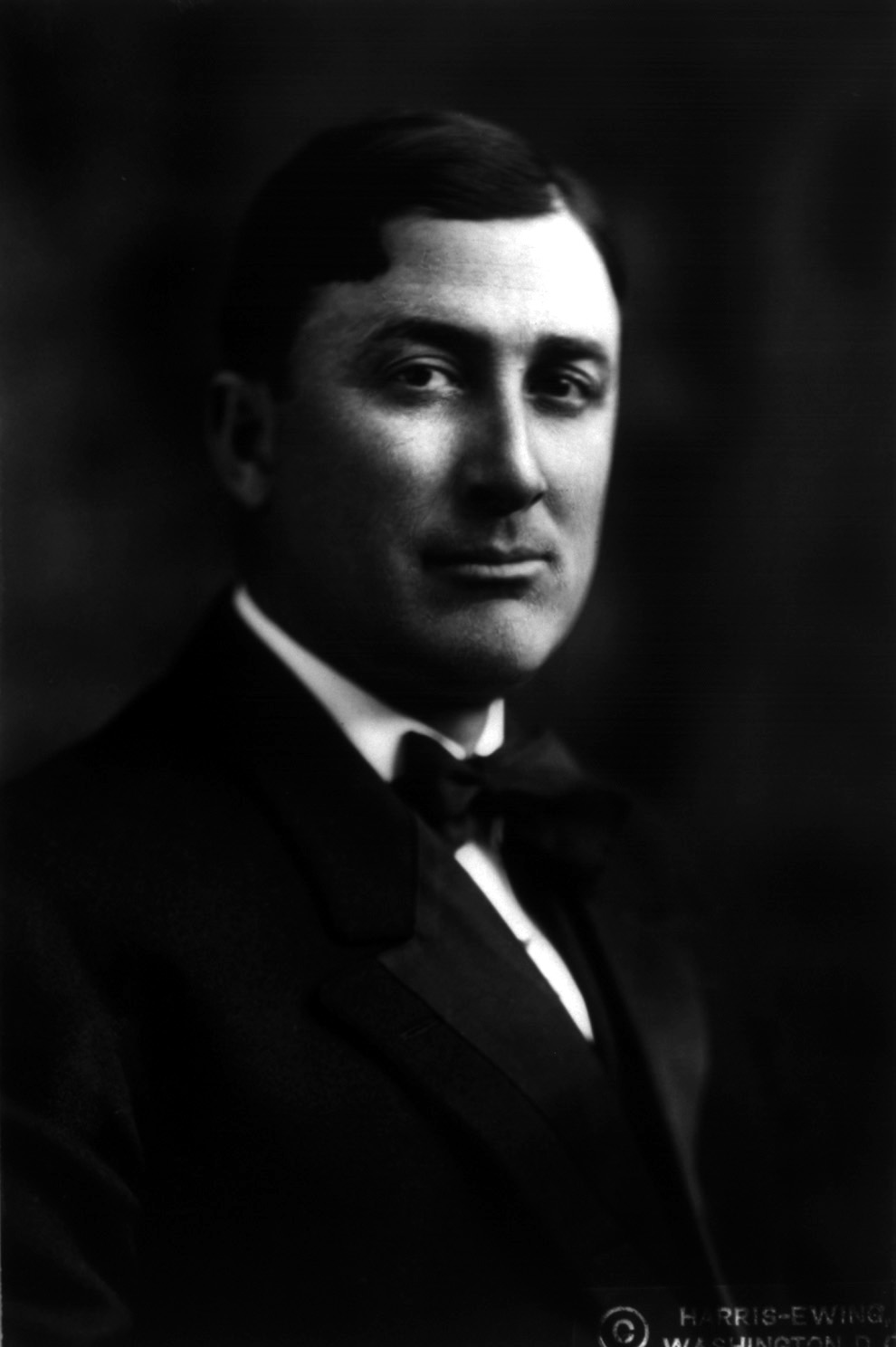
Scott Ferris

Scott Ferris (* 3. November 1877 in Neosho, Missouri; † 8. Juni 1945 in Oklahoma City, Oklahoma) war ein US-amerikanischer Politiker. Zwischen 1907 und 1915 vertrat er den fünften und von 1915 bis 1921 den sechsten Wahlbezirk des Bundesstaates Oklahoma im US-Repräsentantenhaus.

## Werdegang
Scott Ferris besuchte die öffentlichen Schulen seiner Heimat und dann bis 1897 die Newton County High School. Nach einem Jurastudium an der Kansas City School of Law und seiner im Jahr 1901 erfolgten Zulassung als Rechtsanwalt begann er in Lawton in seinem neuen Beruf zu arbeiten. Politisch wurde Ferris Mitglied der Demokratischen Partei. Zwischen 1904 und 1905 war er Abgeordneter im Repräsentantenhaus des Oklahoma-Territoriums.
Nach der Gründung des Staates Oklahoma wurde Scott Ferris im fünften Distrikt von Oklahoma in das US-Repräsentantenhaus in Washington, D.C. gewählt. Dieses Mandat trat er am 16. November 1907 an. In den Jahren 1908, 1910 und 1912 wurde er jeweils wiedergewählt. Damit konnte er seinen Bezirk bis zum 3. März 1915 im Kongress vertreten. Bei den Wahlen des Jahres 1914 wurde er im sechsten Distrikt gewählt, den er nach zwei Wiederwahlen bis zum 3. März 1921 im Kongress als Nachfolger von William H. Murray vertrat. Dort war er zwischenzeitlich Vorsitzender des Ausschusses zur Verwaltung der staatlichen Liegenschaften. In den Jahren 1912 und 1916 war er Delegierter zu den Democratic National Conventions, auf denen Woodrow Wilson jeweils als Präsidentschaftskandidat nominiert wurde.
1920 verzichtete Ferris auf eine erneute Kandidatur für das Repräsentantenhaus. Stattdessen bewarb er sich erfolglos um einen Sitz im US-Senat. Nach dem Ende seiner Zeit im Kongress zog Ferris nach New York City, wo er sich zwischen 1921 und 1924 im Ölgeschäft betätigte. 1925 kehrte er nach Oklahoma zurück. Dort arbeitete er als Rechtsanwalt, in der Landwirtschaft und im Ölgeschäft. Von 1924 bis 1940 war er Mitglied des Democratic National Committee. Er starb im Juni 1945 in Oklahoma City.